# 中村修也
中村 修也（なかむら しゅうや、1959年2月9日 - ）は、日本史学者、文教大学教授。
和歌山県生まれ。筑波大学第一学群人文学類卒業。1989年同大学院歴史・人類学研究科博士課程単位取得修了。京都市歴史資料館勤務を経て、1994年文教大学教育学部助教授、教授。2001年「日本古代商業史の研究」で筑波大学より文学博士の学位を取得。日本古代史、茶道史を専門とし、「歴史王カード」を作成するなど、歴史教育の普及も行う。

## 著書
- 『秦氏とカモ氏 平安京以前の京都』臨川書店 臨川選書 1994
- 『平安京の暮らしと行政』山川出版社 日本史リブレット 2001
- 『今昔物語集の人々 平安京篇』思文閣出版 2004
- 『女帝推古と聖徳太子』光文社新書 2004
- 『日本古代商業史の研究』思文閣史学叢書 2005
- 『偽りの大化改新』講談社現代新書 2006
- 『謎解き古代飛鳥の真相』学研M文庫 2008
- 『白村江の真実新羅王・金春秋の策略』吉川弘文館 歴史文化ライブラリー 2010
- 『日本神話を語ろう イザナキ・イザナミの物語』吉川弘文館 歴史文化ライブラリー 2011
- 『戦国茶の湯倶楽部 利休からたどる茶の湯の人々』大修館書店 2013
- 『天智朝と東アジア―唐の支配から律令国家へ』NHK出版 2015
- 『利休切腹』洋泉社 2015

### 共編著
- 『日本書紀の世界』編著 思文閣出版 1996
- 『続日本紀の世界 奈良時代への招待』編著 思文閣出版 1999
- 『秀吉の智略「北野大茶湯」大検証』竹内順一、矢野環、田中秀隆共著 淡交社 2009

### 監修
- 『私たちの茶の湯』熊倉功夫共監修 生活と芸術研究会編 淡交社 (製作) 2003
- 『よくわかる伝統文化の歴史』全5巻 監修 淡交社、2006-07
- 『図説地図とあらすじでわかる!続日本紀と日本後紀』監修 青春新書 インテリジェンス　2010

## 論文
- Cinii